# Baile an Fheirtéaraigh
Baile an Fheirtéaraigh (en anglais parfois Ballyferriter) est un village du Comté de Kerry situé sur la côte sud ouest de l'Irlande à la pointe de la péninsule de Dingle. Le village se trouve dans un Gaeltacht, une région où la langue irlandaise reste la langue quotidienne, juste comme dans les villages voisins de Dún Chaoin (à l'ouest) et Baile na nGall (à l'est). Plusieurs cours intensifs de la langue irlandaise s'organisent au village en été.